# Centro de Gobierno
El concepto Centro de Gobierno (CdG) se refiere a la institución o grupo de instituciones que prestan apoyo directo al Jefe del Poder Ejecutivo (el presidente o el primer ministro) en la conducción del gobierno. A diferencia de los ministerios de línea y de otras agencias del gobierno, el CdG no presta servicios directamente a la sociedad, ni es responsable de un área específica de política pública. En cambio, el CdG desempeña funciones transversales al conjunto del gobierno. Un concepto similar es el de “Núcleo del Ejecutivo”.

## Definición de Centro de Gobierno
Se ha señalado que existen dos tipos de definición posibles del CdG: por estructura o por función.
En el primer tipo de definiciones, el criterio definitorio es la posición en la estructura del Poder Ejecutivo. Solo se incluyen las instituciones y unidades que sirven directa y exclusivamente al titular del gobierno. Por ejemplo, se trata de Ministerios o Secretarías Generales de la Presidencia, Oficinas del presidente o del primer ministro, Jefaturas u Oficinas del Gabinete, entre otras.
De acuerdo a las definiciones por función, el criterio definitorio es que la institución realice tareas de conjunto del gobierno, especialmente en materia de planificación, coordinación, monitoreo, gestión política, y comunicación. De esta manera, además de instituciones como las mencionadas anteriormente (Ministerios u Oficinas de la Presidencia), se incluyen otras unidades que desempeñan estas funciones aun estando fuera de la estructura de la Presidencia. Por ejemplo, Ministerios u Oficinas de Planificación, Delivery Units, Comités Interministeriales, e incluso Oficinas de Presupuesto quedan incluidos en el CdG.
Distintos autores se inclinan por las definiciones funcionales, al considerar que pueden aplicarse mejor a países con distintos sistemas de gobierno y marcos institucionales.

## Importancia del Centro de Gobierno
Los Jefes del Ejecutivo (Presidentes y Primeros Ministros) hace tiempo que se han rodeado de instituciones de apoyo para desempeñar estas funciones. En Gran Bretaña, el Cabinet Office tiene su origen en 1916, cuando la guerra reforzó la necesidad de una instancia de coordinación central del gobierno. En los Estados Unidos, la Executive Office of the President fue establecida en 1939, luego de que la Comisión Brownlow declarara que "el Presidente necesita ayuda". También en varios países latinoamericanos las Oficinas, Ministerios, o Secretarías Generales de la Presidencia existen desde hace décadas.
Sin embargo, distintos factores explican la importancia creciente del CdG. Entre estos factores se han destacado el carácter transversal de numerosos problemas públicos actuales, la necesidad de conducir unificadamente a Estados que han experimentado procesos de descentralización, y el interés creciente por alcanzar resultados que exceden a una coordinación exclusivamente presupuestaria, Estas razones explican el interés de distintos gobiernos y organismos internacionales en la temática, incluyendo proyectos del Banco Interamericano de Desarrollo y de la Organización para la Cooperación y el Desarrollo Económico al respecto.
Asimismo, nuevos desarrollos institucionales en materia de CdG han impulsado el interés en la temática. La Prime Minister's Delivery Unit en Gran Bretaña fue creada para garantizar que las prioridades del gobierno fueran implementadas, mediante un monitoreo intensivo desde el CdG. Distintos países han replicado este modelo, incluyendo, en el caso de América Latina, a Chile. En Paraguay se ha establecido formalmente un "Centro de Gobierno" en el ámbito de la Secretaría General de la Presidencia, encargado de la coordinación y el seguimiento de la gestión del gobierno.

## El Centro de Gobierno en distintos países
En los países de la OECD, las instituciones de CdG tienen entre sus principales funciones la coordinación de la preparación de las reuniones de gabinete, la coordinación de políticas públicas, el monitoreo de la implementación de los programas, la planificación estratégica para el conjunto del gobierno, y la comunicación de los mensajes del gobierno. En cuanto a las características del CdG, existen importantes variaciones a nivel organizativo y de personal. Por ejemplo, en países como Gran Bretaña y Suecia la mayoría de los funcionarios del CdG pertenecen al servicio civil, mientras que en Canadá, Australia y Nueva Zelanda hay mayor presencia de funcionarios políticos. En América Latina también existen importantes variaciones, no sólo en materia organizativa sino también de capacidad del desempeño de las funciones: mientras que algunos países presentan un importante desarrollo de su CdG, en otros existen mayores debilidades. Esta heterogeneidad se ha constatado también entre los países de Medio Oriente y el Norte de África.